# Kalevi Suoniemi
Kalevi Ensio Suoniemi (Tampere, 14 luglio 1931 – Tampere, 17 giugno 2010) è stato un ginnasta finlandese.

## Palmarès

### Olimpiadi
- Bronzo a Melbourne 1956 nel concorso a squadre

### Europei
- Bronzo a Roma 1957 negli anelli